# Tres cuerpos (serie)
Tres cuerpos (chino: 《三体》; pinyin: Sān tǐ; conocida también como Three-Body en inglés) es una serie de televisión china de ciencia ficción estrenada en 2023. Está basada en la novela El problema de los tres cuerpos del escritor Liu Cixin, publicada originalmente en 2006. La serie fue producida por Tencent Video en colaboración con la Televisión Central de China (CCTV) y otros estudios como The Three-Body Universe y Linghe Media. Consta de 30 episodios y se emitió por primera vez del 15 de enero al 3 de febrero de 2023 a través del canal CCTV-8 de televisión abierta en China y en la plataforma Tencent Video en streaming.

## Producción
Tencent adquirió los derechos de adaptación de la novela en 2008, pero pasaron varios años hasta concretar un proyecto audiovisual. En 2015 se filmó una primera adaptación cinematográfica en China que nunca llegó a estrenarse comercialmente. Posteriormente, la empresa Yoozoo (propietaria de los derechos en ese momento) acordó con Netflix la producción de su propia versión en 2020; sin embargo, Tencent ya había iniciado el desarrollo de una serie china en paralelo. El guion de la serie tomó cuatro años en desarrollarse bajo la dirección del guionista Tian Liangliang. La dirección estuvo a cargo de Yang Lei (también conocido como Vincent Yang), y Bai Yicong de Linghe Media fungió como productor principal, contando con la colaboración cercana del autor Liu Cixin durante el proceso creativo.
El rodaje de Tres cuerpos comenzó en julio de 2020 y se extendió por 126 días. La producción tuvo lugar en China, con más de 270 sets de filmación construidos para recrear las diversas localizaciones de la historia. Como curiosidad, el equipo llegó a filmar escenas en las instalaciones del Colisionador Electrón-Positrón de Beijing, que sirvió como escenario para el acelerador de partículas que aparece en la trama. Tras una extensa posproducción y varias demoras en el calendario, Tencent lanzó los primeros tráilers en 2021 y 2022, generando gran expectación entre los fanáticos de la novela. Finalmente, la serie se estrenó el 15 de enero de 2023 en simultáneo por televisión nacional (CCTV-8) y en internet. Los primeros cuatro episodios estuvieron disponibles online desde el día del estreno en Tencent Video (WeTV) y en la plataforma global Viki, como estrategia para atraer audiencia.

## Reparto
El reparto principal de Tres cuerpos está encabezado por Zhang Luyi en el papel del científico Wang Miao, junto a Yu Hewei como el detective Shi Qiang. La actriz Chen Jin interpreta a la astrofísica Ye Wenjie en su edad madura, mientras que Wang Ziwen encarna al mismo personaje en su juventud. Completan el elenco central Lin Yongjian como el general Chang Weisi (oficial militar a cargo del operativo científico), Li Xiaoran como Shen Yufei (física involucrada en la misteriosa organización científica) y Wang Chuanjun (conocido también como Eric Wang) como el físico Ding Yi, entre otros. El actor estadounidense Kenan Heppe interpreta a Mike Evans, uno de los pocos personajes occidentales de la historia, y Mike Koltes aparece como el coronel Mike Williams. En el reparto figuran además actores veteranos como Kou Zhenhai (en el papel del profesor Ye Zhetai, padre de Ye Wenjie) y He Dujuan (Yang Dong, hija de Ye Wenjie), así como la actriz Yang Rong en el rol de la periodista Mu Xing, personaje original añadido para la adaptación televisiva.

## Trama
La historia de Tres cuerpos combina intriga científica y elementos de suspenso, alternando entre el presente (años 2000) y acontecimientos ocurridos décadas atrás durante la Revolución Cultural en China. En 2007, una serie de extrañas muertes y suicidios de eminentes científicos despierta alarma en la comunidad científica china. El profesor Wang Miao, experto en nanomateriales, es reclutado por el curtido detective Shi Qiang (especialista en contraterrorismo) para investigar las causas de estas muertes aparentemente inexplicables. A medida que indagan, Wang descubre que todos los científicos fallecidos tenían en común su participación en Fronteras de la Ciencia, una misteriosa organización dedicada a cuestionar los límites del conocimiento científico. Paralelamente, Wang Miao comienza a experimentar fenómenos inquietantes, como la aparición de una cuenta regresiva inscrita en su campo visual, lo que lo lleva a adentrarse en un peculiar videojuego de realidad virtual llamado Tres cuerpos.
El videojuego resulta ser mucho más que un simple entretenimiento: en su mundo virtual se representa un planeta alienígena que orbita alrededor de un sistema de tres soles, sumido en ciclos caóticos e impredecibles. A través del juego, Wang Miao y otros personajes descubren gradualmente la conexión entre las muertes de los científicos y una civilización extraterrestre real. La narrativa retrocede al año 1979 para revelar los acontecimientos que involucran a la astrofísica Ye Wenjie, quien durante un proyecto secreto en plena Revolución Cultural establece el primer contacto con dicha civilización del planeta Trisolaris. Ese contacto clandestino y las decisiones tomadas por Ye Wenjie décadas atrás han puesto en marcha una cadena de acontecimientos que vinculan el destino de la humanidad con el de los trisolarianos. Con el tiempo corriendo en contra, Wang Miao, Shi Qiang y sus aliados deben desentrañar el misterio del “tres cuerpos” y prepararse para las consecuencias de haber revelado la existencia de una inteligencia extraterrestre avanzada, en una lucha que decidirá el futuro de la civilización en la Tierra.

## Recepción crítica
En China, Tres cuerpos recibió elogios casi unánimes tanto de la audiencia como de la crítica especializada. En el sitio web Douban –una de las principales plataformas de reseñas del país– la serie obtuvo una puntuación promedio de 8,7 sobre 10 basada en cientos de miles de valoraciones de usuarios. Los espectadores chinos destacaron la alta calidad de producción, la fidelidad de la adaptación respecto a la novela original y las actuaciones del elenco principal. Medios locales y críticos de ciencia ficción elogiaron especialmente los efectos visuales y la ambientación, calificándolos de “asombrosos” para una producción televisiva nacional. Varios comentaristas señalaron que esta versión televisiva lograba por fin llevar a la pantalla la compleja historia de Liu Cixin de forma respetuosa con el material de origen, en contraste con adaptaciones animadas previas que no habían cumplido las expectativas del público.
La recepción internacional, sin embargo, fue más variada. Algunos críticos occidentales valoraron positivamente la fidelidad narrativa de la serie, pero otros la consideraron de ritmo lento y de difícil acceso para espectadores no familiarizados con la novela. En una reseña para The New York Times, Mike Hale señaló que la versión china era considerablemente fiel al texto original y hacía adaptaciones lógicas al formato televisivo; no obstante, opinó que el guion y el desempeño actoral resultaban “mediocres” en comparación con la ambición de la historia, y comentó que las escenas del juego virtual no eran tan vívidas como las descritas en la novela. En el agregador internacional IMDb, la serie obtuvo una calificación promedio de aproximadamente 7,6/10 por parte de los usuarios (una nota favorable aunque inferior a la recepción en China). Pese a estas opiniones mixtas fuera de China, Tres cuerpos logró atraer la atención de la comunidad global de aficionados a la ciencia ficción, en parte por haberse estrenado antes que la esperada adaptación occidental de Netflix. La serie fue reconocida en festivales asiáticos, obteniendo por ejemplo una nominación a Mejores Efectos Visuales en los Asia Contents Awards de 2023, lo que refleja el impacto positivo de su apartado técnico.

## Distribución internacional
Aunque Tres cuerpos fue concebida inicialmente para el público chino, su lanzamiento estuvo acompañado de un plan de distribución internacional para llevar la serie a audiencias de otros países. Desde el día de su estreno en enero de 2023, la plataforma Tencent WeTV ofreció la serie con subtítulos en varios idiomas a nivel global, y el servicio de streaming Rakuten Viki la incluyó en su catálogo con subtítulos aportados por la comunidad de fans. Durante 2023 y 2024, Tres cuerpos fue licenciada a diferentes plataformas y cadenas fuera de China. En diciembre de 2023 debutó en la televisión estadounidense a través de la cadena pública WNET de Nueva York, que emitió la serie con subtítulos en inglés bajo el título Three-Body: The Chinese Sci-Fi Series. Poco después, la compañía NBCUniversal adquirió los derechos para streaming en Norteamérica: el 10 de febrero de 2024, la plataforma Peacock lanzó oficialmente los 30 episodios de la serie, disponibles en versión original (mandarín) con subtítulos en inglés. Asimismo, la serie se habilitó para streaming on-demand en Amazon Prime Video en regiones como Estados Unidos y Reino Unido, ampliando su alcance a la audiencia angloparlante.
En Latinoamérica, Tres cuerpos también encontró distribución. En Perú, por ejemplo, la televisora Willax adquirió la serie y comenzó a transmitirla en octubre de 2024 bajo el mismo título , con doblaje al español latino para su audiencia local (haciéndola conocida como “la serie china más fiel a la novela de Cixin Liu”, según la promoción). Adicionalmente, los episodios completos fueron publicados de forma oficial en YouTube, a través de canales autorizados (como Tencent Video y Migu) con subtítulos en inglés.